# هيجة (جازان)
قرية هيجة، إحدى قرى منطقة جازان وهي قرية سكنية تابعة لبلدية محافظة صبيا جنوب غرب المملكة العربية السعودية، تبعد 33 كم باتجاه الشمال الشرقي من مدينة صبيا.

## الموقع
تطل هيجة على وادي الهيجا وهو أحد فروع وادي بيش الذي يمر من الجهة الجنوبية للقرية، وتبعد حوالي 70 كيلومترا بالاتجاه الشمالي الشرقي من مدينة جازان، عند خط طول 42 درجة وخط العرض 17 درجة.

## انظر ايضاً
- مشلحة
- طناطن
- جر جبريل
- جر مسعود

## وصلات خارجية
- بيانات المجلس البلدي من الأمانة العامة لشؤون المجالس البلدية.
- حصر الخدمات بالمدن والقرى بمنطقة جازان.
- دليل الخدمات بمنطقة جازان.
- مصلحة الإحصاءات العامة والمعلومات.